# Смитсберг (Мериленд)
Смитсберг (енгл. Smithsburg) град је у америчкој савезној држави Мериленд.

## Демографија
По попису из 2010. године број становника је 2.975, што је 829 (38,6%) становника више него 2000. године.
| Група             | 2000.         | 2010.         |
| Белци             | 2.011 (93,7%) | 2.646 (88,9%) |
| Афроамериканци    | 50 (2,3%)     | 126 (4,2%)    |
| Азијати           | 14 (0,7%)     | 31 (1,0%)     |
| Хиспаноамериканци | 49 (2,3%)     | 120 (4,0%)    |
| Укупно            | 2.146         | 2.975         |